# Светски куп у ватерполу 1987.
5. Светски куп у ватерполу под покровитељством ФИНЕ је одржан од 10. до 17. маја у Солуну у Грчкој. 
Учествовало је 8 репрезентација које су играле по једноструком бод систему, а победник је била екипа Југославије која је сакупила највише бодова у својих 7 утакмица.

## Учесници
- Грчка
- Западна Немачка
- Италија
- Југославија
- Куба
- Сједињене Државе
- Совјетски Савез
- Шпанија

## Резултати
Прво коло
| 10. мај | Југославија | 9 : 9 | Совјетски Савез |  |

| 10. мај | Западна Немачка | 8 : 7 | Сједињене Државе |  |

| 10. мај | Италија | 12 : 6 | Шпанија |  |

| 10. мај | Куба | 12 : 5 | Грчка |  |

Друго коло
| 11. мај | Југославија | 12 : 12 | Западна Немачка |  |

| 11. мај | Совјетски Савез | 11 : 4 | Грчка |  |

| 11. мај | Сједињене Државе | 8 : 7 | Шпанија |  |

| 11. мај | Италија | 10 : 9 | Куба |  |

Треће коло
| 12. мај | Југославија | 11 : 8 | Шпанија |  |

| 12. мај | Совјетски Савез | 11 : 8 | Куба |  |

| 12. мај | Западна Немачка | 10 : 4 | Грчка |  |

| 12. мај | Сједињене Државе | 7 : 3 | Италија |  |

Четврто коло
| 13. мај | Совјетски Савез | 12 : 7 | Италија |  |

| 13. мај | Западна Немачка | 14 : 9 | Куба |  |

| 13. мај | Југославија | 9 : 8 | Сједињене Државе |  |

| 13. мај | Шпанија | 11 : 8 | Грчка |  |

Пето коло
| 15. мај | Југославија | 9 : 8 | Италија |  |

| 15. мај | Совјетски Савез | 9 : 9 | Западна Немачка |  |

| 15. мај | Сједињене Државе | 10 : 2 | Грчка |  |

| 15. мај | Шпанија | 12 : 9 | Куба |  |

Шесто коло
| 16. мај | Југославија | 12 : 4 | Грчка |  |

| 16. мај | Совјетски Савез | 11 : 9 | Шпанија |  |

| 16. мај | Сједињене Државе | 8 : 7 | Куба |  |

| 16. мај | Италија | 8 : 7 | Западна Немачка |  |

Седмо коло
| 17. мај | Југославија | 13 : 5 | Куба |  |

| 17. мај | Совјетски Савез | 7 : 5 | Сједињене Државе |  |

| 17. мај | Западна Немачка | 9 : 6 | Шпанија |  |

| 17. мај | Италија | 12 : 4 | Грчка |  |

| 2° место Совјетски Савез | Победник 5. Светског купа у ватерполу за мушкарце Југославија 1° титула | 3° место Западна Немачка |

## Табела
|   | Репрезентација   | ОУ | ПО | Н | И | ДГ | ПГ | ГР  | Бод |
| - | ---------------- | -- | -- | - | - | -- | -- | --- | --- |
| 1 | Југославија      | 7  | 5  | 2 | 0 | 75 | 54 | +21 | 12  |
| 2 | Совјетски Савез  | 7  | 5  | 2 | 0 | 70 | 51 | +19 | 12  |
| 3 | Западна Немачка  | 7  | 4  | 2 | 1 | 69 | 55 | +14 | 10  |
| 4 | Сједињене Државе | 7  | 4  | 0 | 3 | 53 | 43 | +10 | 8   |
| 5 | Италија          | 7  | 4  | 0 | 3 | 60 | 54 | +6  | 8   |
| 6 | Шпанија          | 7  | 2  | 0 | 5 | 59 | 68 | -9  | 4   |
| 7 | Куба             | 7  | 1  | 0 | 6 | 59 | 73 | -14 | 2   |
| 8 | Грчка            | 7  | 0  | 0 | 7 | 31 | 78 | -47 | 0   |

- ОУ - одиграних утакмица, ПО - победа, Н - нерешених, И - изгубљених утакмица, ДГ - датих голова, ПГ - примљених голова, ГР - гол-разлика.

## Састави победничких екипа
| Злато  | Југославија     | Драган Андрић, Перица Букић, Веселин Ђухо, Игор Гочанин, Дени Лушић, Зоран Микчевић, Игор Милановић, Ренцо Посинковић, Горан Рађеновић, Маринко Роје, Александар Шоштар, Анто Васовић, Тино Вегар | Селектор: |
| Сребро | Совјетски Савез | | Селектор: |
| Бронза | Западна Немачка | | Селектор: |